# مقر (غزنی)
مقر (به لاتین: Muqur) یک منطقهٔ مسکونی در افغانستان است که در ولسوالی مقر واقع شده‌است. مقر ۲٬۰۰۳ متر بالاتر از سطح دریا واقع شده‌است.